# Ursmer Berlière

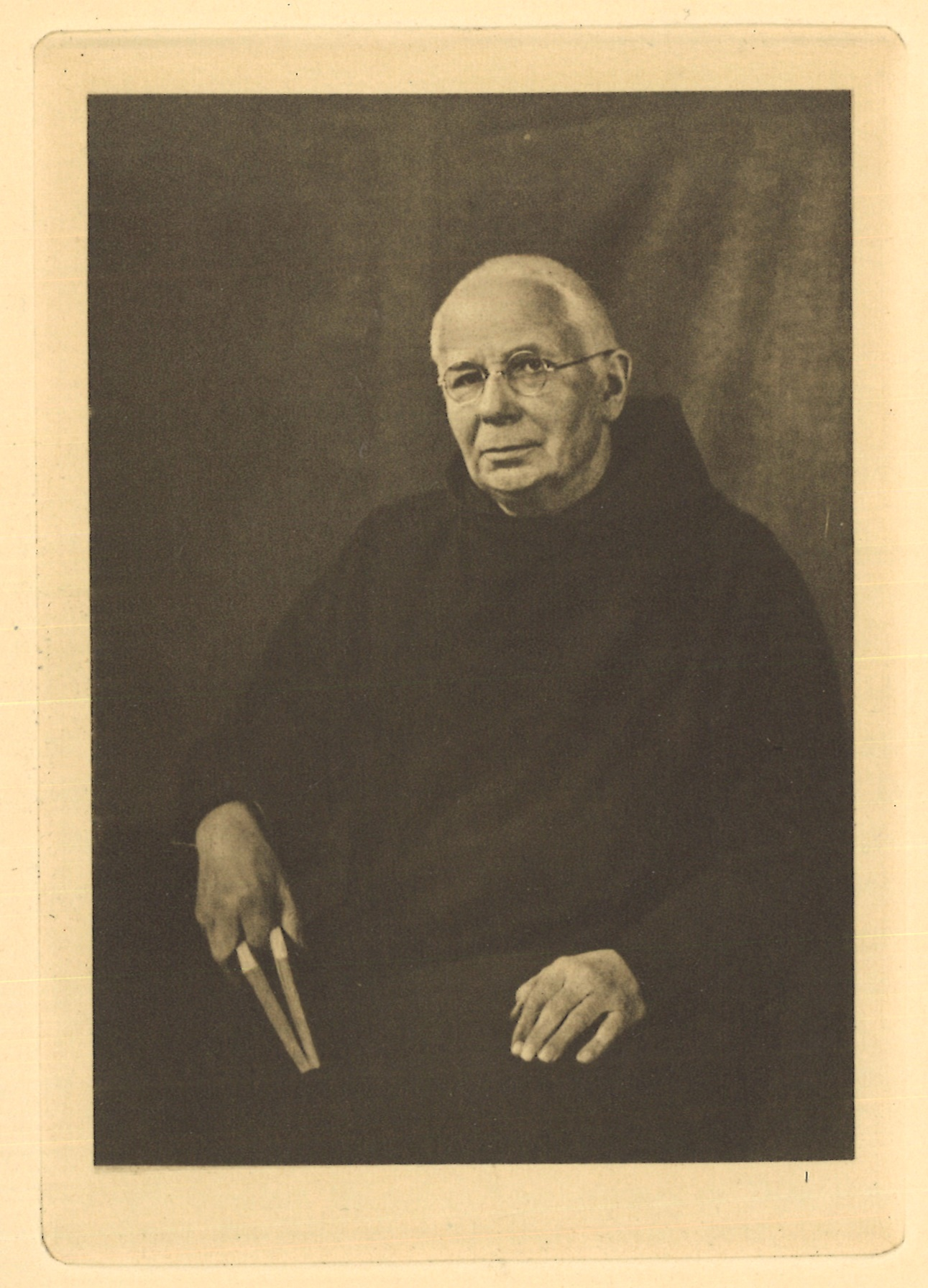
Ursmer Berlière

Ursmer Berlière OSB (geboren als Alfred-Joseph Berlière; * 3. September 1861 in Gosselies; † 27. August 1932 in Maredsous) war ein belgischer Benediktiner, Bibliothekar und Kirchenhistoriker.

## Leben
Alfred-Joseph Berlière besuchte das Jesuitenkolleg in Charleroi und das kleine Seminar in Vellereille-les-Brayeux. 1881 wurde er als Mönch der Abtei Maredsous eingekleidet und nahm den Ordensnamen „Ursmer“ an (nach Ursmar von Lobbes). 1882 legte er die feierliche Profess ab. Von 1883 bis 1885 studierte er Theologie und Deutsch an der Abtei Seckau. Er wurde am 18. September 1886 zum Priester geweiht. Er unterrichtete einige Jahre in der Abteischule und veröffentlichte seine historischen Forschungen in der Revue Bénédictine.
1890 startete er das Monasticon Belge, eine Prosopographie des belgischen Mönchtums vor 1801, die schließlich 23 Bände umfassen sollte. Die Veröffentlichung wurde 1993 abgeschlossen. Von 1902 bis 1906 und erneut von 1922 bis 1930 war er Direktor des belgischen Historischen Instituts in Rom und von 1912 bis 1914 Chefkurator der Königlichen Bibliothek von Belgien in Brüssel. 1931 erschien ihm zu Ehren eine Festschrift unter dem Titel Hommage à dom Berlière.
1913 wurde er korrespondierendes und 1919 ordentliches Mitglied der Königlichen Akademie der Wissenschaften und Schönen Künste von Belgien.

## Schriften (Auswahl)
- Inventaire des obituaires belges (collégiales et maisons religieuses). Brüssel 1899, OCLC 12824203.
- Inventaire analytique des libri obligationum et solutionum des Archives Vaticanes au point de vue des anciens diocèses de Cambrai, Liège, Thérouanne et Tournai. Rom 1904.
- Les évêques auxiliaires de Cambrai et de Tournai. Brügge 1905.
- L'ordre monastique des origines au XIIe siècle. Lille 1924.